# Бычков, Владимир Кириллович
Владимир Кириллович Бычков (1686—1746) —  генерал-майор по морским делам, генерал-адъютант, вице-адмирал во времена царствования Петра I, Екатерины I, Петра II, Елизаветы Петровны и Анны Иоанновны.
Сын Кирилла Ивановича Бычкова (1657— 1712) и  княжны Веры Яковлевны Курбской (1667-1717) (последней в роде).

## Биография
Определён в потешные войска Петра I Алексеевича в 13 лет (1699). По указу от 1714 года к Владимиру Кирилловичу перешли все его родовые вотчины. В 1716 году был послан за границу для обучения морскому делу и получил аттестат в Амстердаме. Взят Петром I в свои денщики (1720). В чине лейтенанта определён в Адмиралтейств-Коллегию (1722).
Произведён в полковники от морских дел и рескриптом Екатерины I и за её подписью с назначением членом Коллегии (1726), в том же году произведён в генерал-майоры от морских дел. Определён состоять в Преображенском полку для осмотра порядков в нём и за это награждён селом Выжелесовом в Рязанской губернии.
Снова определён членом Адмиралтейств-Коллегии (1732). Назначен генерал-адъютантом Императрицы Анны Ивановны (1733). По проискам немецкой партии вышел в отставку с чином вице-адмирала (1736), получив при этом 50.000 червонцев и право пользоваться доходами со слободы Рыбной Ярославского уезда.
При Елизавете Петровне вызван в Петербург и рескриптом императрицы назначен обер-гофмейстером и получил во владение село Весь-Егонскую и г. Александров.
Умер (1746) в селе Бычково Рязанской губернии. Погребён в Ростовском соборе.
У его потомка Михаила Николаевича Бычкова хранились письма к Владимиру Кирилловичу: Петра I, Екатерины I, Елизаветы Петровны и Анны Ивановны.

## Семья
Жена: княжна Ольга Алексеевна Львова (1690-1748). Погребена в селе Бычково Рязанской губернии, где она построила церковь.
Дети
Сыновья:
- Иван Владимирович (1710— 1766)  —  флота капитан, жена княжна Варвара Андреевна Мышецкая.
- Павел Владимирович (1724— 1761)  —  ребёнком записан в Преображенский полк и назначен камер-юнкером, потом гвардии капитан, гофмейстер. Исключён из списков полка за дерзостные слова на графа Разумовского, жена княжна Елена Васильевна Репнина.
- Андрей Владимирович (1732— 1789)  —  из гвардии поручиков переведён в капитаны (1762), за то, что осмелился осмеять Орловых, переведён в армию, в звании адъютанта Румянцова участвовал в сражении при Кагуле, флигель-адъютант (1774), вышел в отставку в чине генерал-майора (1775), погребён в селе Бычково Рязанской губернии рядом с женою, княжною Марией Васильевной Дуловой.

Дочери:
- Мария Владимировна (г/р 1708) —  жена князя Андрея Андреевича Бельского.
- Анна Владимировна (1713-1751) —  жена Павла Васильевича Юрьева.
- Ольга Владимировна (1717—1789)  —  жена поручика Сухово-Кобылина.
- Мария Владимировна (1720—1781)   —  жена бригадира, князя Гаврила Александровича Борятинского.